# Động phòng

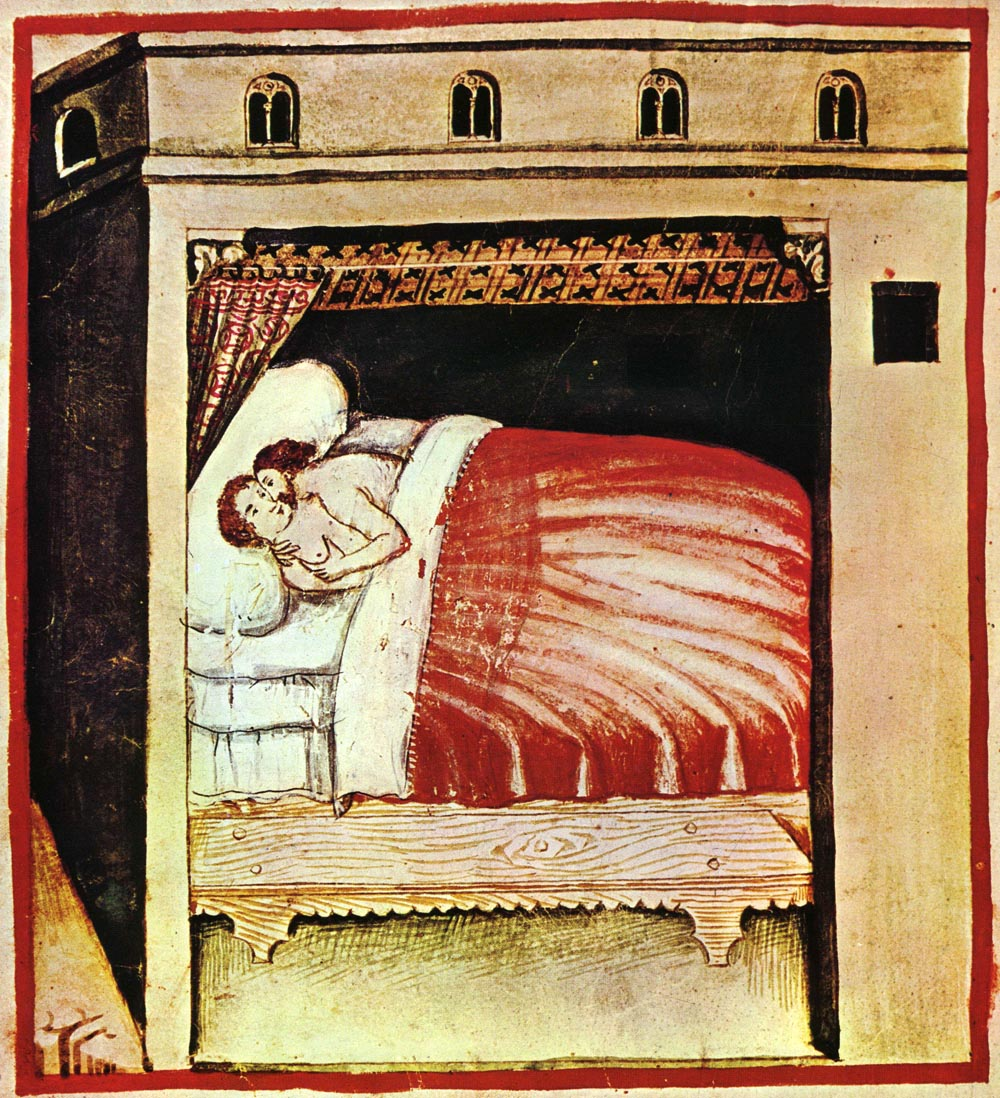
Một cảnh động phòng được vẽ trong Tacuinum Sanitatis.

Động phòng (chữ Hán: 洞房; tiếng Anh: Consummation) là hành vi quan hệ tình dục lần đầu tiên của cặp vợ chồng sau khi kết hôn.
Định nghĩa động phòng đề cập đến sự thâm nhập tình dục giữa dương vật và âm đạo, nhưng một số học thuyết tôn giáo cho rằng có một yêu cầu bổ sung là phải không sử dụng bất kỳ biện pháp tránh thai nào.
Ý nghĩa tôn giáo, văn hóa, pháp lý của động phòng có thể phát sinh từ các lý thuyết của hôn nhân là có mục đích sinh con đẻ cái hợp pháp của các cặp vợ chồng, hay công nhận hành vi tình dục với nhau của họ, hoặc cả hai, và có thể dẫn tới việc xem lễ kết hôn là chưa chính thức hoàn thành tình trạng hôn nhân, hoặc tạo nên hôn nhân mà sau này có thể bị hủy bỏ. Vì vậy, trong một số hệ thống pháp lý của một cuộc hôn nhân có thể bị hủy hôn nếu chưa động phòng.
Động phòng rất liên quan trong trường hợp của một cuộc hôn nhân theo thông luật.

## Quy định pháp lý

### Hôn nhân dân sự
Quy định về sự liên quan của động phòng trong hôn nhân dân sự khác nhau trong luật các quốc gia. Ví dụ, trong Đạo luật pháp lý hôn nhân 1973, sự từ chối hoặc không đủ năng lực để qua đêm tân hôn là một căn cứ cho hủy hôn ở Anh và Wales, nhưng điều này chỉ áp dụng cho hôn nhân dị tính, Bởi vì Đoạn 4 của Phụ lục 4 của Đạo luật hôn nhân đồng tính năm 2013 đã quy định loại trừ việc không qua đêm tân hôn như một căn cứ để huỷ bỏ một cuộc hôn nhân đồng giới. Quy định pháp luật ở các quốc gia theo hệ thống thông luật khác, như Australia, đã bãi bỏ các khái niệm pháp lý động phòng.

### Thông luật
Trong trường hợp này, thông thường, động phòng, cũng như tình trạng sống chung, là rất quan trọng, rất cần thiết - cùng với sự giới thiệu của các bên đối với xã hội họ là vợ chồng - để tạo lập nên cuộc hôn nhân.

### Tôn giáo
Một cuộc hôn nhân tôn giáo mà không đăng ký hộ tịch có thể hoặc có thể không có ràng buộc về mặt pháp lý. Ở một số nước, tuy nhiên, như Israel, Ai Cập, Syria, Jordan, Jordan, UAE, Ả Rập Xê Út, Yemen, Libya, Mauritanie, Indonesia, hôn nhân tôn giáo là hôn nhân ràng buộc pháp lý duy nhất.